# يوب (ولاية سعيدة)
توجد بلدية يوب في غرب ولاية سعيدة تحدها شمالا بلدية هونت وشرقا بلدية ذوي ثابت ومن الشمال الشرقي بلدية سيدي بوبكر ومن الجنوب بلدية عين الحجر وغربا ولاية سيدي بلعباس وهي بلدية تعدادها السكاني حوالي 17000 نسمة يمارس الزراعة كمصدر أساسي.